# Złoty
Lo złoty ([ˈzwɔtɨ] ; simbolo: zł; codice: PLN) è la valuta a corso legale ufficiale della Polonia. È suddivisa in 100 grosz (gr). È la valuta più scambiata nell'Europa centrale e orientale e si colloca al ventiduesimo posto nel mercato valutario estero.
La parola złoty significa "dorato" ed è legata alla valuta nota in tedesco come gulden mentre il grosz si basa sul groschen (grosso). Lo złoty fu introdotto ufficialmente il 28 febbraio 1919 per sostituire il precedente marco polacco, e cominciò a circolare nel 1924. L'unico ente autorizzato a produrre e coniare le monete di złoty è la zecca polacca, chiamata Mennica Polska, fondata a Varsavia il 10 febbraio 1766.
Come conseguenza dell'iperinflazione dei primi anni 1990, la valuta subì una ridenominazione. Perciò, il 1º gennaio 1995, 10000 vecchi złoty (PLZ) divennero 1 nuovo złoty (PLN). Da allora, la valuta è rimasta relativamente stabile, con un tasso di cambio variabile tra i 3 e i 4 złoty per un dollaro statunitense. Sebbene la Polonia faccia parte dell'Unione europea, che obbliga tutti gli Stati membri ad adottare l'euro a un certo momento, quasi il 60% dei polacchi è contrario a sostituire lo złoty.

## Valute storiche

### Złoty nel Regno di Polonia (1385-1569) e nella Confederazione polacco-lituana
Lo złoty è la tradizionale valuta polacca che risale al Medioevo. Inizialmente, nei secoli XIV e XV il nome fu usato per tutte le monete d'oro straniere utilizzate in Polonia, principalmente i ducati tedeschi e ruteni. Nel 1496 il Parlamento approvò la creazione di una valuta nazionale, il cui valore fu posto a 30 groschen di Praga, poi mutati nel termine polacco grosz.
Lo złoty non era l'unica moneta in uso e il nome fu utilizzato per la moneta da 30 groszy chiamata oro polacco (polski złoty), in opposizione all'oro rosso - czerwony złoty o oro del Reno - złoty reński, anche in circolazione in Polonia. Col tempo, il valore dello złoty si abbassò fino al livello delle monete straniere circolanti.
A seguito della riforma monetaria del Re Stanisław August Poniatowski, lo złoty divenne la valuta ufficiale della Polonia e il cambio di 1 zł per 30 grammi fu confermato. Fino al 1787 lo złoty fu legato al Conventionsthaler del Sacro Romano Impero, al cambio di 8 złoty per 1 Conventionsthaler.

### Złoty nel Ducato di Varsavia
Lo złoty rimase in circolazione anche dopo le Spartizioni della Polonia e il Ducato di Varsavia iniziò ad emettere monete in grosz, złoty e talar, del valore di 6 złoty. Erano emesse anche banconote in talleri.

### Złoty nel Regno del Congresso
La zecca di Varsavia coniò monete in złoty fino al 1841, quando fu stabilito un tasso fisso di cambio tra le valute polacca e russa, al cambio di 0,15 rubli per 1 złoty. Il sistema monetario polacco fu bandito dai russi a seguito della fallita rivolta di gennaio. Le monete polacche rimasero comunque in circolazione fino all'inizio del XX secolo. In questo periodo, la Repubblica di Cracovia iniziò a stampare una sua moneta, lo złoty di Cracovia.

### Rublo e Marka 1850-1924
Il rublo russo circolò in Polonia dal 1850 fino al 1917, quando fu sostituito dal Marco polacco, una valuta inizialmente equivalente al Papiermark tedesco.

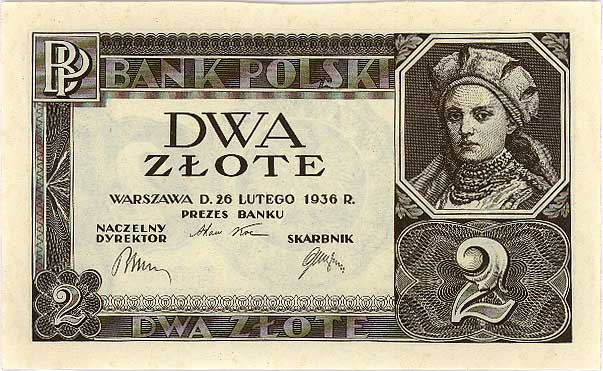
Banconota da 2 złoty del 1936

### Złoty, 1924-1939
Lo złoty fu reintrodotto come valuta nazionale polacca da Władysław Grabski nel 1924 durante la Seconda Repubblica di Polonia, a seguito dell'iperinflazione e del caos monetario che seguì la prima guerra mondiale. Questa valuta sostituì il marco polacco al cambio di 1 złoty=1.800.000 marchi, ed era suddivisa in 100 groszy (la suddivisione utilizzata in Austria).

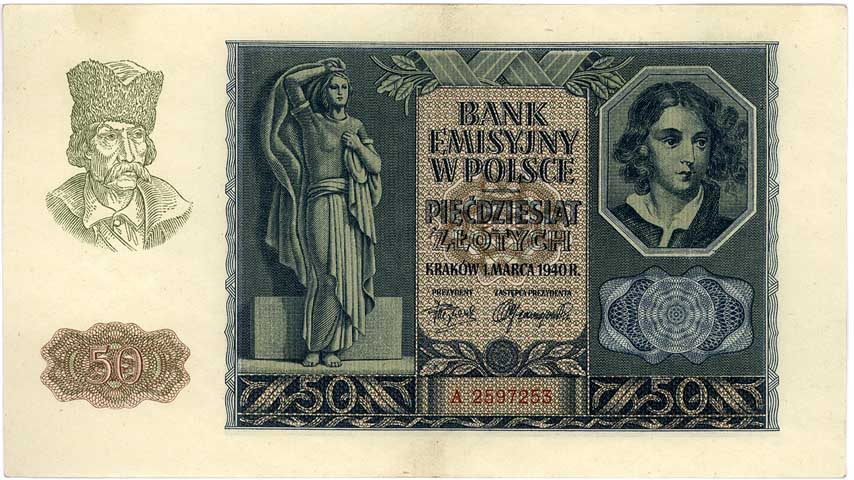
Banconota da 50 złoty del 1940

### Złoty del Governatorato Generale, 1939-1944
Il 15 dicembre 1939 fu fondata la nuova Banca Emisyjny dal Governatorato Generale, instaurato dalla Germania nazista. Nel maggio 1940 le vecchie banconote del periodo 1924-1939 furono ristampate. Il cambio di denaro fu limitato persona per persona, a seconda del proprio status (polacco, ebreo etc.). Il cambio fisso era di 1 Reichsmark per 2 złoty. Nel 1941 apparve una nuova serie di banconote; il Governatorato Generale coniò anche monete, simili a quelle del periodo precedente, utilizzando metalli meno nobili.

### Złoty post-bellico, 1944-1950
Nuove banconote in złoty furono introdotte dal 22 luglio 1944 dalla Banca Nazionale. Circolarono fino al 1950.

### Złoty PLZ, 1950-1994
Nel 1950 fu introdotto un nuovo złoty, che rimpiazzò tutte le precedenti valute al cambio di 100 vecchi złoty per 1 nuovo złoty. Le nuove banconote erano datate 1948, mentre le nuove monete 1949; le monete furono inizialmente coniate nei tagli da 1, 2, 5, 10, 20 e 50 groszy e 1 złoty, con emissioni successive di 2, 5, 10, 20, 50 e 100 złotych. Le banconote furono inizialmente messe in circolazione nei tagli da 2, 5, 10, 20, 50, 100, 500 e 1.000 złotych. Le banconote da 200 e 2.000 złotych furono aggiunte negli anni settanta e i 5.000 złotych apparvero nel 1982. Negli anni ottanta e novanta l'inflazione aumentò in Polonia e portò all'emissione di banconote da 10.000, 20.000, 50.000, 100.000, 200.000, 500.000, 1.000.000 e 2.000.000 di złoty.
Dal 1º gennaio 1990 fu una valuta convertibile.
Tra il 1950 e il 1990 fu utilizzata una valuta artificiale conosciuta come Złoty dewizowy, usata esclusivamente per i calcoli.

Banconota da 50 zloty con il ritratto di Casimiro III di Polonia

### Nuovo Złoty (PLN)
Il Nuovo Złoty Polacco è il nome ufficioso nella valuta della Polonia, introdotta il 1º gennaio 1995 a causa della svalutazione della precedente moneta. Il nome della valuta ufficiale non cambiò, in quanto rimase in vigore da legge finanziaria del 1950 che definiva lo złoty come valuta ufficiale. La svalutazione portò al cambio di 10.000 złoty polacchi (PLZ) per 1 nuovo złoty polacco (PLN). La banca che emette il denaro è il Narodowy Bank Polski.

## Monete e banconote
Le monete sono presenti nei tagli da 1 grosz, 2 grosz, 5 grosz, 10 grosz, 20 grosz, 50 grosz, 1 złoty, 2 złoty, e 5 złoty, mentre le banconote comprendono tagli da 10, 20, 50, 100, 200 e 500 złoty.

## Futuro
Le condizioni di ingresso della Polonia nell'Unione europea il 1º maggio 2004 hanno comportato la scelta di procedere all'adozione dell'euro nel rispetto dei criteri di convergenza e stabilità richiesti. L'adesione all'euro, sebbene contraria alla costituzione vigente, venne inizialmente prevista per il 2011, per poi essere rimandata a tempo indeterminato.